# 사람, 산
사람, 산은 울산문화방송의 교양 프로그램으로, 2012년 5월 26일부터 2016년 12월 18일까지 매주 일요일 오전 8시에 편성되었다. 소재는 KBS 2TV의 《영상앨범 산》, 《트레킹노트 세상을 걷다》와 비슷하다.

## 소개
경상도, 강원도, 전라도 등 전국을 돌며 담아낼, 날것의 영상 속에는 매회 흥미진진한 사람과 사람 사이, 산이 있었다는 휴먼 스토리를 전하고자 한다.

## 편성 시간
- 울산MBC-TV : 2016년 종영 이전 당시 기준 오전 9시에 편성됨.

## 출연진
- 연출 : 김병주, 정상민
- 작가 : 박경운, 박선영, 서진주

## 그 외
- 해당 프로그램은 OBS경인TV에서도 편성된 적이 있다.

## 같이 보기
- 트레킹노트 세상을 걷다
- 영상앨범 산
- 신계숙의 맛터사이클 다이어리